# Inel II (cartier în Constanța)

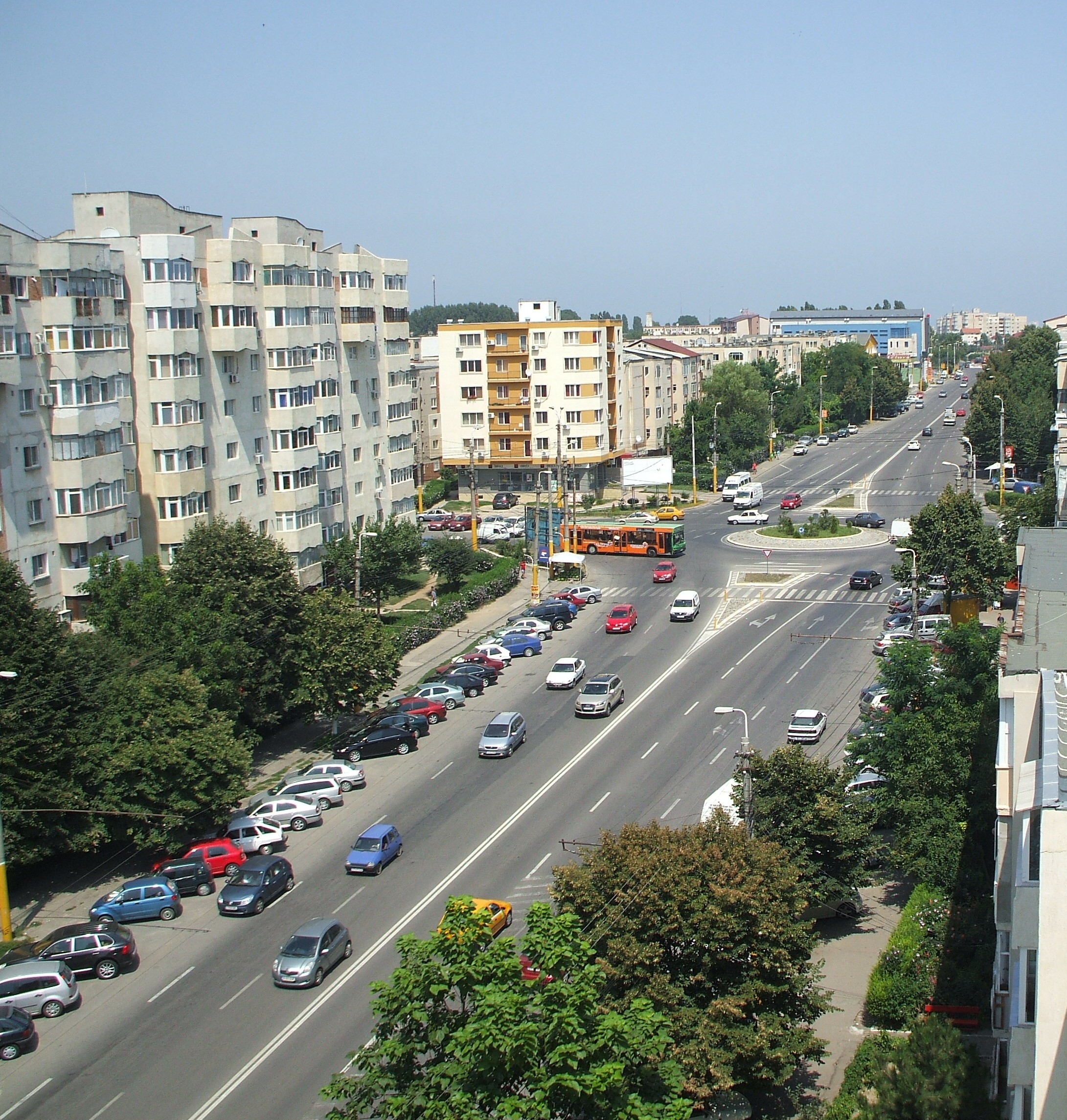
Sens giratoriu la intersecția străzilor Dezrobirii și Eliberării

Inel II este un cartier din Constanța. Se întinde de la Institutul de Marină până la Str. Milescu, de o parte și de alta a Bd. Dezrobirii. 